# Upadły (przystanek kolejowy)
Upadły – zlikwidowany przystanek osobowy gryfickiej kolei wąskotorowej w Upadłych, w województwie zachodniopomorskim, w Polsce. Przystanek został zamknięty 1. września 1996 roku.